# Lehnstedt
Lehnstedt es un municipio situado en el distrito de Weimarer Land, en el estado federado de Turingia (Alemania). Tiene una población estimada, a fines de enero de 2023, de 349 habitantes.
Está ubicado cerca de las ciudades de Jena, Weimar y Erfurt, la capital del estado.